# 碧口水库
碧口水库是中国甘肃省陇南市文县境内的一座水库，位于嘉陵江水系白龙江上，建于1978年。水库正常库容为45000万立方米，集雨面积为26010平方千米，海拔为704米。